# Communauté de communes du Canton de Thiberville
Die Communauté de communes du Canton de Thiberville ist ein ehemaliger französischer Gemeindeverband mit der Rechtsform einer Communauté de communes im Département Eure in der Region Normandie. Sie wurde am 20. Dezember 1996 gegründet und umfasste 21 Gemeinden. Der Verwaltungssitz befand sich im Ort Thiberville.

## Historische Entwicklung
Mit Wirkung vom 1. Januar 2017 fusionierte der Gemeindeverband mit
- Communauté de communes du Canton de Cormeilles und
- Communauté de communes du Vièvre-Lieuvin

und bildete so die Nachfolgeorganisation Communauté de communes Lieuvin Pays d’Auge.

## Ehemalige Mitgliedsgemeinden
1. Barville
2. Bazoques
3. Boissy-Lamberville
4. Bournainville-Faverolles
5. La Chapelle-Hareng
6. Drucourt
7. Duranville
8. Le Favril
9. Folleville
10. Fontaine-la-Louvet
11. Giverville
12. Heudreville-en-Lieuvin
13. Piencourt
14. Les Places
15. Le Planquay
16. Saint-Aubin-de-Scellon
17. Saint-Germain-la-Campagne
18. Saint-Mards-de-Fresne
19. Saint-Vincent-du-Boulay
20. Le Theil-Nolent
21. Thiberville